# Cerje Pokupsko
Cerje Pokupsko je naseljeno mjesto općine Pokupsko u Zagrebačkoj županiji u Republici Hrvatskoj.

## Zemljopis
Administrativno je u sastavu općine Pokupsko. Naselje se proteže na površini od 7,15 km².

## Stanovništvo
Prema popisu stanovništva iz 2001. godine u Cerju Pokupskom živi 99 stanovnika i to u 33 kućanstva. Gustoća naseljenosti iznosi 13,85 st./km².

Prema popisu stanovništva 2011. godine naselje je imalo 84 stanovnika.
| broj stanovnika | 147   | 180   | 200   | 233   | 246   | 230   | 224   | 235   | 413   | 225   | 218   | 179   | 157   | 118   | 99    | 84    | 68    |
|                 | 1857. | 1869. | 1880. | 1890. | 1900. | 1910. | 1921. | 1931. | 1948. | 1953. | 1961. | 1971. | 1981. | 1991. | 2001. | 2011. | 2021. |

## Spomenici i znamenitosti
- Kapela sv. Petra i Pavla